# Сонько-Дрімко

Сонько-Дрімко — персонаж, створений режисером Олегом Коваленком

Со́нько-Дрімко — колискова написана композитором Аллою Мігай та поетесою Наталею Кулик, і стала відома як пісня, яка завершувала випуски телепередачі «Вечірня казка».

## Історія пісні
Пісню було створено у 1988 році на замовлення Всесоюзної фірми грамзапису «Мелодія» (Москва) разом з іншими дитячими піснями, що увійшли до збірки «Подарунок». «Сонько-Дрімко» взяла участь у конкурсі на найкращу пісню-заставку для телепередачі «Вечірня казка» у цьому ж році, але не перемогла. Журі, у складі якого не було жодного поета і композитора, відзначили відсутність поезії в тексті й виразності у музиці.
Вдруге пісня «Сонько-Дрімко» брала участь на фестивалі «Червона рута», де Алла Мігай представляла три пісні на слова Наталі Кулик — «Перелесник», «Зелений світ» та пісню «Сонько-Дрімко» як співачка і композитор. Пісня Алли Мігай не відповідала концепції фестивалю «Червона рута», тому там також не виборола нагороди.
Автори пісні невдовзі вирішили подарувати пісню «Сонько-Дрімко» українському телебаченню. Спеціально для ефіру був зроблений на замовлення і анімаційний мультфільм для пісні, який створив режисер Олег Коваленко.

## Текст пісні
СОНЬКО-ДРІМКО

музика Алли Мігай, вірші Наталі Кулик
Пізня вже годинка,

Чом не спиш, дитинко,

Он твоя матуся

Кличе Сонька-Дрімка.
На котячих лапках

Сонько-Дрімко ходить,

Каже він малятам –

Пустувати годі!
ПРИСПІВ:

Гра закінчилась,

Матінка втомилась,

В ліжко лягай,

Швидше засинай!
Сонько-Дрімко носить

Всім, хто лиш попросить,

В кошику лозовім

Казочки чудові.
Принесе співанку,

Тиху колисанку.

Хто її послуха –

Спатиме до ранку.
ПРИСПІВ:

Синку маленький,

Донечко рідненька,

Нічка прийшла,

Спатоньки пора.
Завтра Сонько-Дрімко

Прийде в кожну хату,

Знову наших діток

Буде колисати.